# Flanagan
Flanagan je priimek več znanih oseb:
- Edward Flanagan (1896—1968), angleški igralec
- Fionnula Flanagan (*1941), irsko-ameriška igralka
- John Bernard Flannagan (1865—1952), ameriški kipar in medaljer
- John Jesus Flanagan (1868—1938), irsko-ameriški olimpijski prvak v metu kladiva
- Markus Flanagan (*1964), ameriški igralec
- Richard Flanagan (*1961), avstralski pisatelj (romanopisec), poročen s potomko slovenskih emigrantov na Tasmanijo
- Tommy Flanagan (1930—2001), ameriški jazz glasbenik, pianist
- William Flanagan (1923—1969), ameriški skladatelj